# کارل ویگارت
کارل ویگارت (انگلیسی: Karl Wieghardt؛ زادهٔ ۲۵ ژوئیهٔ ۱۹۴۲) شیمیدان اهل آلمان است. عمده شهرت وی به ذلیل مطالعه بر روی کمپلکس‌های فلز-پروتئین است.